# Ivar Böhling
Ivar Böhling (Inga, Finlandia, 10 de septiembre de 1889-Víborg, 12 de enero de 1929) fue un deportista finlandés especialista en lucha grecorromana donde llegó a ser subcampeón olímpico en Estocolmo 1912.

## Carrera deportiva
En los Juegos Olímpicos de 1912 celebrados en Estocolmo ganó la medalla de plata en lucha grecorromana estilo peso pesado, empatado con el sueco Anders Ahlgren, ambos por delante del húngaro Béla Varga (bronce).